# Biomphalaria thermala
Biomphalaria thermala е вид коремоного от семейство Planorbidae.

## Разпространение
Видът е разпространен в Аржентина (Мендоса) и Чили (Сантяго).